# Adriani Vastine
Adriani Vastine (* 2. Juli 1984 in Pont-Audemer) ist ein französischer Boxer. Er ist der ältere Bruder des Boxers Alexis Vastine.

## Erfolge als Amateur
Vastine war während seiner Wettkampfkarriere 1,78 m groß und hatte 2007 eine Bilanz von 45 Siegen aus 59 Kämpfen. Er wurde 2005, 2006 und 2008 Französischer Meister im Halbweltergewicht, 2009 und 2011 Französischer Meister im Weltergewicht sowie 2013 und 2016 Französischer Meister im Mittelgewicht.
2005 gewann er die Goldmedaille im Halbweltergewicht bei den Mittelmeerspielen in Almería. Er schlug dabei Carmine Cirillo aus Italien (29:20), Önder Şipal aus der Türkei (34:28) und Milan Piperski aus Serbien (30:13).
2011 gewann er eine Bronzemedaille im Weltergewicht bei den Europameisterschaften in Ankara. Durch Siege gegen Leon Chartoy aus Schweden (16:14), Balázs Bácskai aus Ungarn (20:13) und Abdülkadir Köroğlu aus der Türkei (15:13) erreichte er das Halbfinale, wo er gegen Mahamed Nurudsinau aus Belarus (9:14) ausschied.

## Profikarriere
Sein Profidebüt gewann er am 30. September 2016.